# Lykken er
"Lykken er" ("Felicidade é...") foi a canção que representou a televisão pública norueguesa no Festival Eurovisão da Canção 1971, interpretada em norueguês por Hanne Krogh. Foi a 18.ª e última canção a ser interpretada na noite do festival, a seguir à canção finlandesa "Tie uuteen päivään", interpretada por Markku Aro & Koivistolaiset. A canção norueguesa terminou em 17.º lugar, obtendo um total de 65 pontos. A canção é um número de up-tempo, com Krogh descrevendo o que ela vê como exemplos de felicidade - uma série de pequenos prazeres tais como um velho chapéu que pertence ao melhor amigo ou tomar o pequeno-almoço/café-da-manhã na cama.

## Autores
- Letra, música e orquestração de: Arne Bendiksen.